# Exolluna habitable

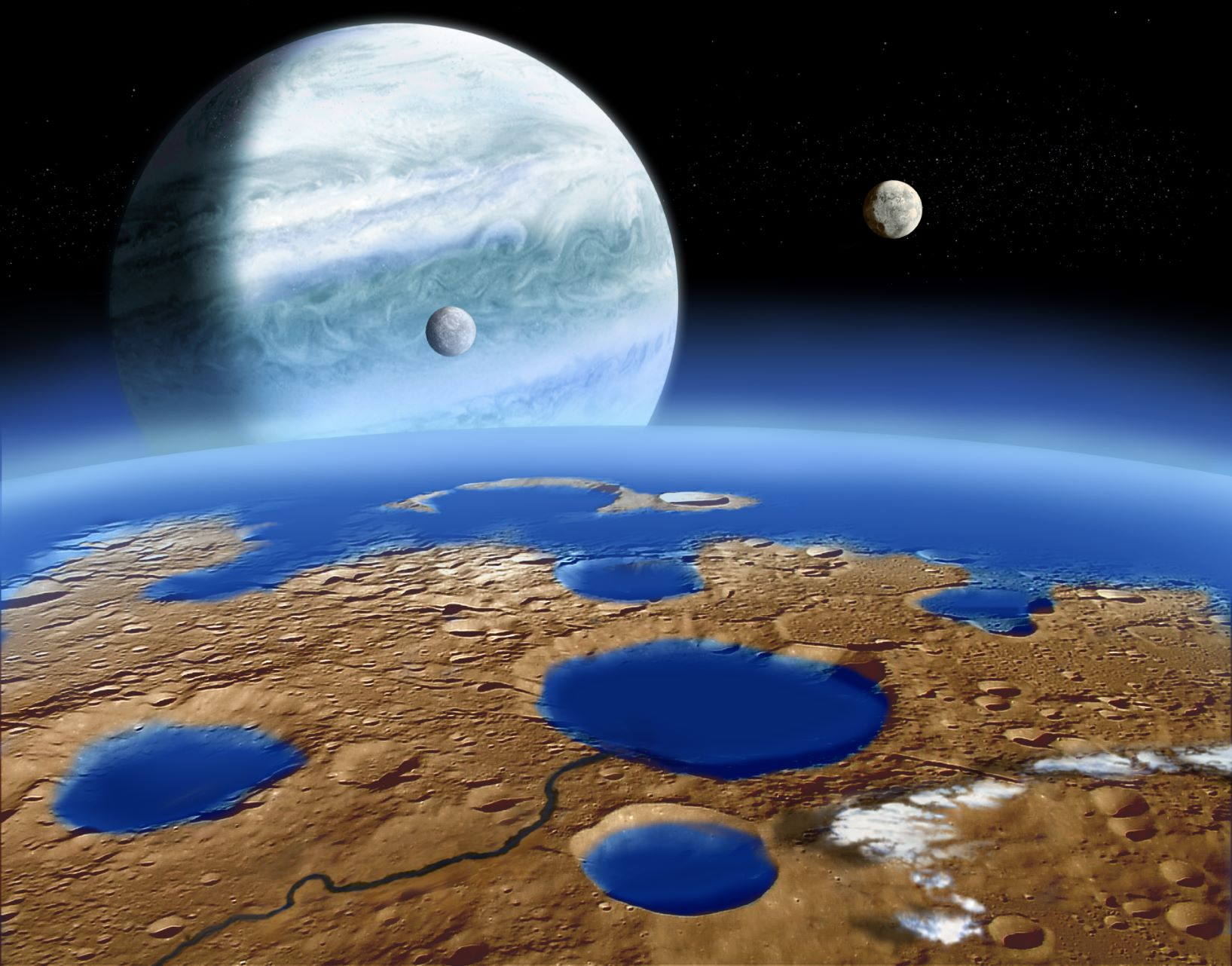
Una exolluna amb una atmosfera semblant a la Terra amb aigua líquida omplint els seus cràters i núvols d'aigua. Orbita al voltant d'un exoplaneta gegant gasós com Júpiter a la zona habitable, principalment blanc a causa dels núvols de vapor d'aigua (Classe II, en la classificació dels exoplanetes de Sudarsky)

Una exolluna habitable o un satèl·lit extrasolar habitable és una lluna que orbita un planeta extrasolar que té les condicions ideals per acollir la vida tal com la coneixem. S'han detectat un total de 21 exollunes són candidates, però cap d'elles ha estat confirmada.
L'habitabilitat de les llunes extrasolars dependrà de la il·luminació estel·lar i planetària de les llunes, així com de l'efecte dels eclipsis sobre la seva il·luminació superficial mitjana de l'òrbita. Altres factors com l'escalfament de marea poden tenir un paper en l'habitabilitat d'una lluna.
Donada la relació de massa general planeta-satèl·lit de 10000,
es creu que els grans planetes gasosos de la mida de Saturn o Júpiter a la zona habitable són els millors candidats per albergar llunes semblants a la Terra, amb més de 120 planetes d'aquest tipus descoberts el 2018.
Els exoplanetes massius coneguts per estar situats dins d'una zona habitable (com ara Gliese 876 b, 55 Cancri f, Upsilon Andromedae d, 47 Ursae Majoris b, HD 28185 b i HD 37124 c) són de particular interès, ja que poden tenir satèl·lits naturals amb aigua líquida a la superfície. També es va trobar que les llunes a distàncies entre uns 5 i 20 radis planetaris d'un planeta gegant podrien ser habitables des del punt de vista de la il·luminació i l'escalfament de marees.

## Condicions suposades

### Vora habitable
El 2012, els científics van introduir un concepte per definir les òrbites habitables de les llunes. El concepte és similar a la zona d'habitabilitat estel·lar per als planetes que orbiten una estrella, però per a les llunes que orbiten un planeta. Aquesta frontera interior, que anomenen vora habitable circumplanetària, delimita la regió en la qual una lluna pot ser habitable al voltant del seu planeta. Les llunes més properes al seu planeta que la vora habitable són inhabitables.

### Magnetosfera
L'entorn magnètic de les exollunes, que és activat de manera crítica pel camp magnètic intrínsec del planeta hoste, s'ha identificat com un altre factor d'habitabilitat de l'exolluna. Sobretot, es va trobar que les llunes a distàncies entre uns 5 i 20 radis planetaris d'un planeta gegant podrien ser habitables des del punt de vista de la il·luminació i l'escalfament de marees. però tot i així la magnetosfera planetària influiria críticament en la seva habitabilitat.

### Bloqueig de marea
Els exoplanetes de la mida de la Terra a la zona habitable al voltant de les nanes vermelles sovint estan bloquejats per marees el que fa a l'estrella hoste. Això té l'efecte que un hemisferi sempre mira cap a l'estrella, mentre que l'altre roman a la foscor. Igual que un exoplaneta, una exolluna potencialment pot quedar bloquejada per marees amb la seva primària. Tanmateix, atès que la primària de l'exolluna és un exoplaneta, continuaria girant amb relació a la seva estrella després de quedar-se bloquejada per marea i, per tant, encara experimentaria un cicle dia-nit indefinidament.
Els científics consideren l'escalfament de marea com una amenaça per a l'habitabilitat de les exollunes.

## Estrella hoste
Hi ha una massa mínima d'unes 0,20 masses solars perquè les estrelles allotgin llunes habitables dins de la zona habitable estel·lar. Quan els efectes dels eclipsis i les limitacions de l'estabilitat orbital d'un satèl·lit s'empren per modelar el límit d'hivernacle descontrolat de llunes hipotètiques, s'estima que, depèn de l'excentricitat orbital d'una lluna, hi ha una massa mínima d'unes 0,20 masses solars perquè les estrelles puguin allotjar llunes habitables dins de la zona d'habitabilitat estel·lar.

## Massa
Si una lluna amb menys de l'1% de la massa de la Terra, com ara Europa, orbités al voltant del Sol a una distància similar a l'òrbita de la Terra, només es podria aguantar la seva atmosfera durant uns quants milions d'anys. Tanmateix, per a qualsevol lluna més gran, de la mida de Ganímedes, que s'aventura a la zona habitable del seu sistema estel·lar, una atmosfera i aigua superficial es podrien retenir gairebé indefinidament. Els models per a la formació de llunes suggereixen que la formació de llunes encara més massives que Ganímedes és comú al voltant de molts dels exoplanetes superjovians.

## Detecció
Són diferents mètodes per detectar exollunes. Utilitzant un exoplaneta en trànsit, la missió CHEOPS podria detectar exollunes al voltant de les nanes vermelles més brillants. Utilitzant el mateix mètode, ESPRESSO podria detectar l'efecte Rossiter-McLaughlin causat per les exollunes.

## Candidats

### 2MASS J1119-1137AB
La possible exolluna candidata en trànsit 2MASS J1119-1137AB es troba a la zona habitable del seu hoste (almenys inicialment fins que el planeta es refredi), però és poc probable que s'hagi format vida complexa ja que el sistema només està 10 Ma d'edat. Si es confirma, l'exolluna podria ser similar a la terra primitiva i la caracterització de la seva atmosfera amb el telescopi espacial James Webb potser podria posar límits a l'escala de temps per a la formació de la vida.

### Sistemes de nanes vermelles
Els científics van estudiar la possibilitat d'exollunes al voltant dels planetes que orbiten nanes vermelles a la zona habitable. Tot i que van trobar 33 exoplanetes d'estudis anteriors que es troben a la zona habitable, només quatre podrien albergar exollunes de massa de la Lluna a Tità durant escales de temps superiors a 0,8 milions d'anys. Aquests quatre planetes eren HIP 12961 b, HIP 57050 b, Gliese 876 b i Gliese 876 c. Tanmateix, per a aquest rang de massa, les exollunes probablement no podrien mantenir la seva atmosfera.
Els investigadors van augmentar la massa de les exollunes i van trobar que aquelles amb la massa de Mart al voltant de Gliese 876 b i c podrien ser estables en escales de temps superiors al temps de Hubble.
CHEOPS i ESPRESSO podrien detectar exollunes al voltant dels quatre candidats. Tanmateix, tots dos mètodes requereixen un exoplaneta en trànsit, que no és el cas de HIP 12961 b, HIP 57050 b, Gliese 876 b i Gliese 876 c.

## A la cultura
- A l'univers fictici d'Avatar, la biosfera de Pandora és la biosfera de l'exolluna habitable Pandora,[14] que orbita el gegant gasós Polifem.[15]